# جان مک‌کونل
جان مک‌کونل (انگلیسی: John H. McConnell; ۱۰ مهٔ ۱۹۲۳ – ۲۵ آوریل ۲۰۰۸) کارآفرین اهل ایالات متحده آمریکا بود، که در سال ۱۹۵۵ شرکت ورتینگتون را تأسیس کرد.